# سه خواهر

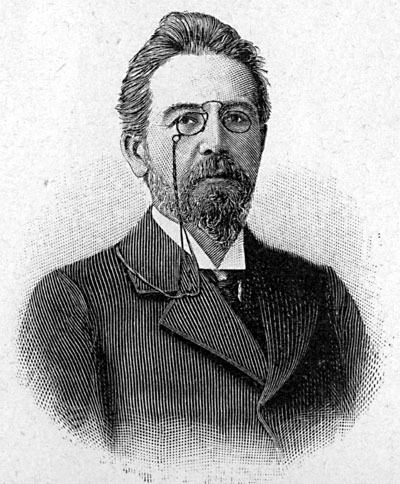
آنتوان چخوف

سه خواهر عنوان نمایشنامه‌ای نوشته آنتوان چخوف است که در سال ۱۹۰۰ نگارش یافت و برای اولین بار در سال ۱۹۰۱ به روی صحنه رفت. آنتوان چخوف علاوه بر این نمایشنامه، نمایشنامه‌های دیگری چون باغ آلبالو، خرس و مرغ دریایی را نیز خلق نموده‌است.

## شخصیت‌های نمایش
- آندره ئی سرگیه ویچ پروزروفک: شخصیت اصلی
- ناتالیا ایوانوا (ناتاشا): نامزد و بعداً همسر آندره ئی - ۲۸ ساله
- اولگا، ماشا و ایرینا: خواهران آندره ئی
- فئودور ایلیچ کولیجین: معلم دبیرستان، شوهر ماشا
- آلکساندر ایگناتیه ویچ ورشینین: سرگرد توپخانه، ۴۲ ساله
- نیکولای لوویچ توزنباخ: بارون و سروان ارتش، ۳۰ ساله
- واسیلی واسیلیه ویچ سولیونی: کاپیتان
- ایوان رومانویچ چبوتکین: پزشک ارتش، ۶۰ ساله
- آلکس پترویچ فدوتیک: ستوان ارتش
- ولادمیر کارلوویچ رود: ستوان ارتش
- فراپونت: دربان دفاتر انجمن شهر، پیر مرد
- آنفیسا: پرستار، ۸۰ ساله

## داستان

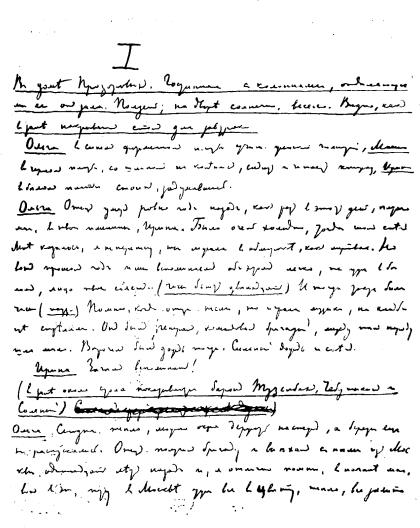
دست نوشته سه خواهر اثر آنتوان چخوف

نمایشنامه ناتورالیستی سه خواهر درباره پوسیدگی و نابودی تدریجی اشرافیت اواخر قرن نوزدهم و آغاز قرن بیستم روسیه است و جستجویی برای یافتن معنای زندگی در دنیای جدید. این نمایشنامه شرحی بر زندگی و دل‌مشغولی‌های خانواده پروزروف است که از سه خواهر بنام‌های اولگا، ماشا و ایرینا و برادرشان آندره ئی تشکیل شده‌است. این خانواده از وضعیت موجود خود ناراضی است و چشم‌انداز آینده را تیره و تار و امیدهای خویش را برباد رفته می‌بیند.
سه خواهر این خانواده به همراه برادرشان آندره، همگی جوانان تحصیل کرده و با فرهنگی هستند که در مسکو بزرگ شده‌اند ولی از یازده سال پیش در شهری کوچک واقع در یک ناحیه روستایی روسیه زندگی می‌کنند. شهر مسکو در این نمایشنامه نقش برجسته‌ای دارد: سه خواهر همواره به آن می‌اندیشند و پیوسته آرزو می‌کنند روزی به آن بازگردند. مسکو، شهری که آنان شادترین روزهای خود را در آن گذرانده‌اند، به‌نظر ایشان مظهر کمال است. اما وقتی نمایش پیش می‌رود، این سه خواهر بیش از پیش و به تدریج از رویاهای خویش فاصله می‌گیرند.

اولگا (دختر بزرگ خانواده) در ابتدا در مدرسه‌ای آموزگار است ولی در انتهای نمایش به مقام مدیریت آن مدرسه رسیده‌است، ترفیع مقامی که او چندان علاقه‌ای به آن ندارد. ماشا همسر یک معلم بنام فئودور ایلیچ کولیجین است. در ابتدای ازدواجشان ماشا فریفته استعداد و زرنگی شوهرش بود ولی اکنون هفت سال بعد از ازدواجشان او را مردی کودن بحساب می‌آورد که آنقدرها هم که او در ابتدا می‌پنداشت باهوش نیست. ایرینا جوانترین خواهر است. او در عالم رویاهایش همیشه در آرزوی رفتن به مسکو و پیدا کردن عشق واقعی خویش است. آندره ئی تنها پسر خانواده است. او عاشق ناتاشا ایوانوا است.

نمایش با مراسم روز سالگرد درگذشت پدر خانواده آغاز می‌گردد، روزی که نام- روز ایرینا نیز هست. به همین مناسبت، بعد از مراسم سالگرد، یک مجلس میهمانی نیز برقرار می‌گردد که در آن آندره ئی به نزد ناتاشا می‌رود و به عشق خویش اعتراف می‌کند.

پرده دوم نمایش وقتی آغاز می‌گردد که حدود ۲۱ ماه از وقایع پرده اول گذشته‌است. آندره ئی و ناتاشا با هم ازدواج کرده‌اند و صاحب یک فرزند شده‌اند و این در حالیست که ناتاشا با شخصی بنام پروتوپوپوف، که یکی از رؤسای آندره ئی است، نیز رابطه عاشقانه برقرار کرده‌است. شخصیت پروتوپوپوف در نمایش ظاهر نمی‌شود و فقط نامش آورده می‌شود. ماشا با یک افسر ارتش بنام آلکساندر ایگناتی‌ویچ ورشینین رابطه دارد. افسری که متأهل است و همسری دارد که مرتب اقدام به خودکشی می‌کند. در همین پرده، توزنباخ و سولیونی نسبت به ایرینا اظهار عشق می‌کنند.

وقایع پرده سوم نمایش در اتاق مشترک اولگا و ایرینا اتفاق می‌افتد. اینکه اولگا و ایرینا مجبور شده‌اند به‌طور مشترک در یک اتاق زندگی کنند نشانه بارزی است بر اینکه ناتاشا دارد کنترل امور خانواده را به دست می‌گیرد. او از دو خواهر شوهر خود خواسته‌است تا دو نفری در یک اتاق زندگی کنند تا فرزند خودش بتواند دارای یک اتاق مستقل باشد. در شهر یک آتش‌سوزی اتفاق افتاده‌است که همه سرگرم تعمیرات و پاکسازی‌های بعد از آن هستند. ماشا و ایرینا از اینکه برادرشان آندره خانهاشان را به گرو گذاشته تا با پول آن بدهی‌های ناشی از قمار بازیهایش را بپردازد، بسیار عصبانی هستند. ماشا نزد اولگا و ایرینا اعتراف می‌کند که با ورشینین رابطه دارد و هر چقدر شوهرش، کولیجین، دلبستگی بیشتری به او پیدا می‌کند، علاقه وی به شوهر برعکس کمتر و کمتر می‌گردد. ایرینا تصمیم می‌گیرد که با توزنباخ ازدواج کند زیرا اولگا (که کمی سنتی فکر می‌کند) این ازدواج را برای او به‌عنوان یک زن نوعی وظیفه به‌شمار می‌آورد. در این پرده چبوتکین مست بازی درمی‌آورد و در عالم مستی ساعتی که متعلق به مادر آندره و خواهرها بوده‌است را می‌شکند. مادری که آندره او را بسیار دوست می‌داشته‌است.

در پرده چهارم، که آخرین پرده نمایش است، سربازها، که اکنون دیگر دوستان خانواده پروزروف هستند، در حال آماده شدن برای ترک آن ناحیه هستند و درست در زمان رفتن آنان، توزنباخ در حین یک دوئل بدست سولیونی کشته می‌شود. این دوئل در نمایش نشان داده نمی‌شود ولی صدای شلیک گلوله شنیده می‌شود و مراتب کشته شدن توزنباخ نیز اندکی قبل از پایان نمایش اعلام می‌گردد. بسیاری از شخصیت‌ها نمایش بعد از شنیدن خبر کشته شدن نوزنباخ نمی‌دانند چگونه از خود عکس‌العمل نشان بدهند. اولگا مدیر مدرسه می‌شود و به همراه پرستار (آنفیسا)، که در پایان تنها شخصیت قانع و خشنود نمایش است، خانه را ترک می‌کند.